# Tell Barri
Tell Barri (la antigua Kahat) es un tell o montículo de asentamiento arqueológico en el noreste de la actual Siria, en la gobernación de Hasaka. Se le identifica con la antigua ciudad de Kahat, como lo demuestra una inscripción en un umbral que se encuentra en la ladera suroeste del montículo. Tell Barri está situado a lo largo del Uadi Jaghjagh, un afluente del río Jabur.
El poderoso Tell Brak se encuentra en las inmediaciones de Tell Barri, que se eleva unos 30 m sobre la llanura circundante y tiene una superficie de alrededor de 37 hectáreas. Las excavaciones arqueológicas tuvieron lugar allí en la década de 1960 y nuevamente desde 2006.

## Historia
Los estratos más antiguos descubiertos en Tell Barri datan del período de   Halaf. El tell, que estaba situado en la media luna fértil y podía beneficiarse de las lluvias invernales y del agua del río, desarrolló una agricultura temprana. Tell Barri estuvo habitado desde el IV milenio a. C. A mediados del III milenio a. C. cayó bajo la influencia cultural acadia. 

### Antigua ciudad de Kahat

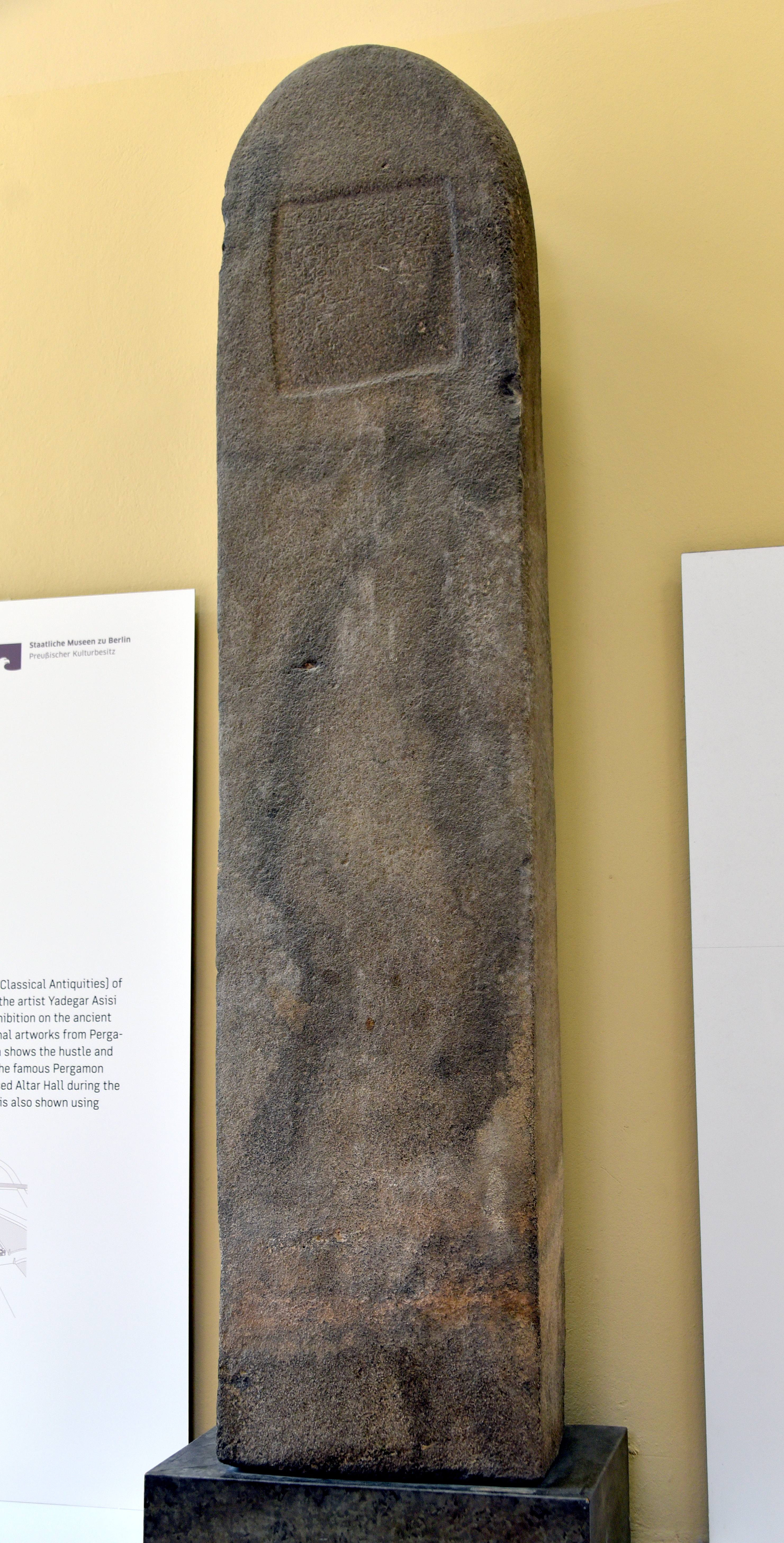
Estela de Shar-pati-beli, gobernador de Assur, Naṣibina, Urakka, Kahat y Masaka. 831 a. C.

En el siglo XVIII a. C., la ciudad conocida como Kahat está atestiguada por primera vez de fuentes históricas en varias cartas de los archivos del palacio de Mari cuando el trono de Mari estaba ocupado por el rey Zimri-Lim. Kahat parece haber sido gobernada por reyes semiindependientes vasallos como Akin-Amar, Kapiya o Attaya. La ciudad quedó entonces bajo el dominio del Antiguo Imperio Asirio, cuya capital, Shubat-Enlil, estaba al noreste de Kahat. 
Sin embargo, la ciudad experimentó su apogeo a partir de la segunda mitad del II milenio a. C., como parte del imperio hurrita de Mitanni, cuando llegó a ser un importante lugar de culto al dios de las tormentas Teshub. Su trmplo es mencionado específicamente en el tratado de Shattiwaza del siglo XIV a. C. después, la ciudad cayó en manos del Imperio Asirio Medio y luego por el Imperio neoasirio. Uno de sus reyes, Tukulti-Ninurta II (891-884 a. C.) construyó allí un palacio. Kahat se unió a una rebelión contra el rey asirio Salmanasar III (858-824 a. C.), prolongándose los primeros años de reinado de su hijo y sucesor, Shamshi-Adad V, hasta que fue aplastada. Sin embargo, cuando el imperio colapsó, el harén de su rey Shamshi-Adad I (1813-1781 a. C.) buscó refugio en Kahat. El lugar sobrevivió a la caída del Imperio asirio y en el siglo VII a. C. formó parte de la Asiria aqueménida. Los babilonios, persas, seléucidas, romanos y partos dejaron su huella en la ciudad. El sitio también estuvo habitado durante el período árabe.

## Arqueología

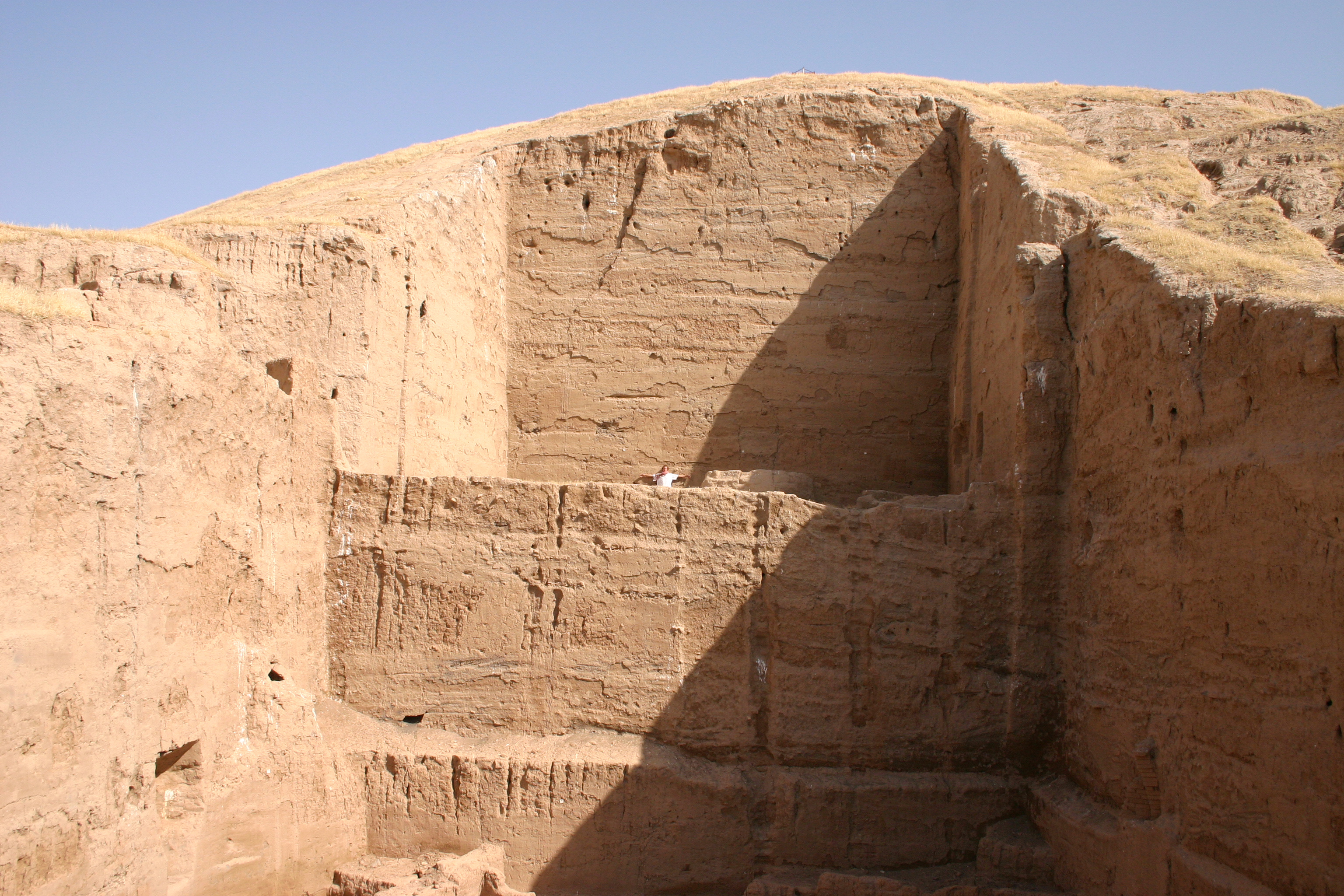
Vista de un área de excavación de Tell Barri. Nótese la escala por la persona situada enmedio de la fotografía.

El tell tiene una altura de c. 32 m y su base cubre 37 hectáreas. En 1980, las excavaciones fueron iniciadas por un equipo de arqueólogos italianos de la Universidad de Florencia, dirigidos por Paolo Emilio Pecorella y Mirjo Salvini. Desde 2006, la excavación fue realizada por un equipo de la Universidad de Nápoles Federico II dirigida por Raffaella Pierobon -Benoit.
La ciudad fue amurallada en el II milenio a. C., con una acrópolis en su centro. Se encontraron tumbas y se descubrieron muchas cerámicas, que han ayudado a los arqueólogos a determinar los diferentes estratos de ocupación del montículo. Entre los restos del Tell Barri, también existen tablillas cuneiformes, que ahora se encuentran en el museo de Alepo.
Entre los descubrimientos más importantes se incluye un complejo sagrado en el Área G (III milenio a. C.), los restos del palacio real de Tukulti-Ninurta II (período neoasirio) y la Gran Muralla que rodea el tell y data del período parto. Se han encontrado escasos rastros de la ocupación romana dispersos por el sitio. Recientemente, se ha atestiguado la ocupación islámica (barrio de casas) en la ladera norte del montículo.